# اضطراب تذكر الماضي
اضطراب تذكر الماضي أو وهم الذاكرة (بالإنجليزية: Allomnesia) هو اضطراب في الذاكرة، يتضمن ذكريات محرفة عن أحداث ماضية. وهي تعتبر ظاهرة فسيولوجية طبيعية بشكل عام، تحدث عند معظم البشر أحيانا قليلة. لكنها تصبح حالة مرضية عندما تحدث بشكل متكرر، وعادة ما تكون الحالة المرضية مرتبطة مع الأشخاص الذين يعانون من اضطرابات المزاج مثل الاكتئاب أو الهوس وفي أولئك الذين يعانون من الفصام، جنون العظمة أو أنواع أخرى من الهذيان. يتم العلاج من خلال تحديد سبب المرض وعلاجه.